# 1031. grenadirski polk (Wehrmacht)
1031. grenadirski polk (motorizirani) (izvirno nemško 1031. Grenadier-Regiment (mot); kratica 1031. GR) je bil pehotni polk Heera v času druge svetovne vojne.

## Zgodovina
Polk je bil ustanovljen 28. novembra 1943; ustanovitev je bila dokončana 4. februarja 1944. 1. aprila je bil polk dodeljen 23. tankovski diviziji in čez 3 dni preimenovan v 128. tankovskogrenadirski polk.

## Sestava
- Štab
- I. bataljon

- 1. grenadirska četa
- 2. grenadirska četa
- 3. grenadirska četa
- 4. grenadirska četa

- II. bataljon

- 5. grenadirska četa
- 6. grenadirska četa
- 7. grenadirska četa
- 8. grenadirska četa

- 9. četa težkih pehotnih topov
- 10. zračnoobrambna četa
- 11. tankovskolovska četa
- 12. inženirska četa